# توماس جاي بارتون
توماس جاي بارتون (بالإنجليزية: Thomas J. Barton)‏ هو مؤلف وكيميائي وأستاذ جامعي وعالم كيمياء حيوية أمريكي، ولد في 1940 في تكساس في الولايات المتحدة.